# Hanau
Hanau er en by i den tyske delstat Hessen. Den ligger i Main-Kinzig-Kreis, hvor floden Kinzig løber ud i Main ca. 10 kilometer øst for Frankfurt am Main.
Hanau har ca. 90.000 indbyggere og er Hessens sjettestørste by. Den huser en række kendte teknologiske virksomheder.[kilde mangler]
Komponisten Paul Hindemith er født i byen.